# Махабан
Махаба́н или Махаван — город и муниципальное управление в индийском округе Матхура штата Уттар-Прадеш.

## Демография
Согласно переписи 2001 года, население Махавана составляло 8608 человек, 54 % из которых — мужчины, а 46 % — женщины. 39 % населения Махавана владеют грамотой, в то время как средний показатель по всей стране — 59,5 %. Среди мужчин грамотные составляют 51 %, среди женщин — 25 %. 20 % населения составляют дети младше 6 лет.